# Peach John
Peach John Co., Ltd. (株式会社ピーチ・ジョン?, Kabushiki-gaisha Pīchi Jon) è un'azienda giapponese specializzata nella creazione e nella vendita per corrispondenza di abbigliamento e prodotti di bellezza destinati a una giovane clientela femminile. Fondata nel 1994, è considerata una delle compagnie di maggior successo in Giappone, e dal 2007 è una società controllata dalla Wacoal Holdings.

## Storia
L'azienda venne fondata in Giappone nel 1994 da Mika e Shōji Noguchi, i quali iniziarono l'attività importando biancheria intima dagli Stati Uniti. Il primo prodotto della compagnia fu proprio un reggiseno imbottito importato dall'America, che ottenne immediato successo nel Paese nipponico. Dopo diversi anni di attività portata avanti grazie alle importazioni, la compagnia disegnò il suo primo prodotto originale nel 1998, un reggiseno chiamato "Circuit bra".
Come la compagnia iniziò a espandersi, essa andò vicino alla bancarotta nel 2001. Tuttavia, grazie a un'accurata ristrutturazione aziendale, nel giro di tredici mesi fu in grado di ripagare i 2 miliardi di yen di debiti accumulati. Nel 2006 la compagnia produsse un profitto di 2,8 miliardi su un fatturato di 17 miliardi di yen. Nello stesso anno strinse un accordo commerciale con la Wacoal Holdings, per poi essere rilevata dalla stessa nell'anno successivo.
Nel 2014 la compagnia ha lanciato una linea di lingerie ispirata al franchise di Sailor Moon, in occasione del ventesimo anniversario dell'anime e dell'uscita della serie Bishōjo senshi Sailor Moon Crystal.
Negli anni diverse modelle e personaggi dello spettacolo hanno posato per i cataloghi della Peach John, tra queste: Fergie, Ayumi Hamasaki, Jessica Michibata, Hinano Yoshikawa, Koharu Kusumi, Asuka Kishi, Rola, Maggy, Kana Ōya, Anna Iriyama e Haruna Kojima.